# Crinum lineare
Crinum lineare là một loài thực vật có hoa trong họ Amaryllidaceae. Loài này được L.f. mô tả khoa học đầu tiên năm 1782.